# Нортвей (Аляска)
Нортвей (англ. Northway) — переписна місцевість (CDP) в США, в окрузі Саутіст-Фейрбенкс штату Аляска. Населення — 234 особи (2020).

## Географія
Нортвей розташований за координатами 62°57′35″ пн. ш. 141°50′15″ зх. д. / 62.95972° пн. ш. 141.83750° зх. д. (62.959834, -141.837395).  За даними Бюро перепису населення США в 2010 році переписна місцевість мала площу 52,75 км², з яких 48,49 км² — суходіл та 4,26 км² — водойми.

### Клімат
Громада знаходиться у зоні, котра характеризується континентальним субарктичним кліматом. Найтепліший місяць — липень із середньою температурою 14.4 °C (58 °F). Найхолодніший місяць — січень, із середньою температурою -27.8 °С (-18 °F).
| Клімат Нортвея          | Клімат Нортвея | Клімат Нортвея | Клімат Нортвея | Клімат Нортвея | Клімат Нортвея | Клімат Нортвея | Клімат Нортвея | Клімат Нортвея | Клімат Нортвея | Клімат Нортвея | Клімат Нортвея | Клімат Нортвея | Клімат Нортвея |
| Показник                | Січ.           | Лют.           | Бер.           | Квіт.          | Трав.          | Черв.          | Лип.           | Серп.          | Вер.           | Жовт.          | Лист.          | Груд.          | Рік            |
| Абсолютний максимум, °C | −2             | 8              | 9              | 19             | 31             | 30             | 31             | 29             | 23             | 16             | 4              | −1             | 31             |
| Середній максимум, °C   | −23            | −16            | −6             | 3              | 13             | 19             | 20             | 17             | 10             | −1             | −15            | −22            | 0              |
| Середня температура, °C | −27            | −22            | −14            | −3             | 6              | 13             | 14             | 11             | 5              | −5             | −19            | −26            | −5             |
| Середній мінімум, °C    | −32            | −28            | −23            | −10            | 0              | 7              | 8              | 6              | 0              | −10            | −23            | −31            | −11            |
| Абсолютний мінімум, °C  | −57            | −56            | −48            | −41            | −15            | −1             | 1              | −5             | −18            | −33            | −48            | −53            | −57            |
| Норма опадів, мм        | 10             | 0              | 0              | 0              | 20             | 40             | 60             | 40             | 20             | 10             | 0              | 0              | 260            |
| Днів з дощем            | 1              | 1              | 0              | 0              | 2              | 4              | 5              | 3              | 2              | 1              | 1              | 1              | 26             |
| ----------------------- | -------------- | -------------- | -------------- | -------------- | -------------- | -------------- | -------------- | -------------- | -------------- | -------------- | -------------- | -------------- | -------------- |
| Джерело: Weatherbase    |                |                |                |                |                |                |                |                |                |                |                |                |                |

## Демографія
Згідно з переписом 2010 року, у переписній місцевості мешкала 71 особа в 27 домогосподарствах у складі 16 родин. Густота населення становила 1 особа/км².  Було 38 помешкань (1/км²).
Расовий склад населення:
| - 78,9 % — корінних американців - 11,3 % — білих - 1,4 % — азіатів |

До двох чи більше рас належало 8,5 %. Частка іспаномовних становила 0,0 % від усіх жителів.
За віковим діапазоном населення розподілялося таким чином: 28,2 % — особи молодші 18 років, 59,1 % — особи у віці 18—64 років, 12,7 % — особи у віці 65 років та старші. Медіана віку мешканця становила 35,5 року. На 100 осіб жіночої статі у переписній місцевості припадало 129,0 чоловіків;  на 100 жінок у віці від 18 років та старших — 155,0 чоловіків також старших 18 років.
Середній дохід на одне домашнє господарство  становив 63 304 долари США (медіана — 51 250), а середній дохід на одну сім'ю — 65 276 доларів (медіана — 51 250). За межею бідності перебувало 21,4 % осіб, у тому числі 29,0 % дітей у віці до 18 років та 22,2 % осіб у віці 65 років та старших.
Цивільне працевлаштоване населення становило 37 осіб. Основні галузі зайнятості: освіта, охорона здоров'я та соціальна допомога — 32,4 %, роздрібна торгівля — 27,0 %, публічна адміністрація — 21,6 %.